# Dorozhni (Krasnodar)
Dorozhni (del ruso: Дорожный) es un posiólok del ókrug urbano de Krasnodar del krai de Krasnodar, en el sur de Rusia. Está situado en las tierras bajas de Kubán-Azov, al norte del embalse de Krasnodar del río Kubán, 23 km al este de Krasnodar.
Pertenece al municipio Starokórsunskoye del distrito Karasunski del ókrug.